# Paul Scharffenberg

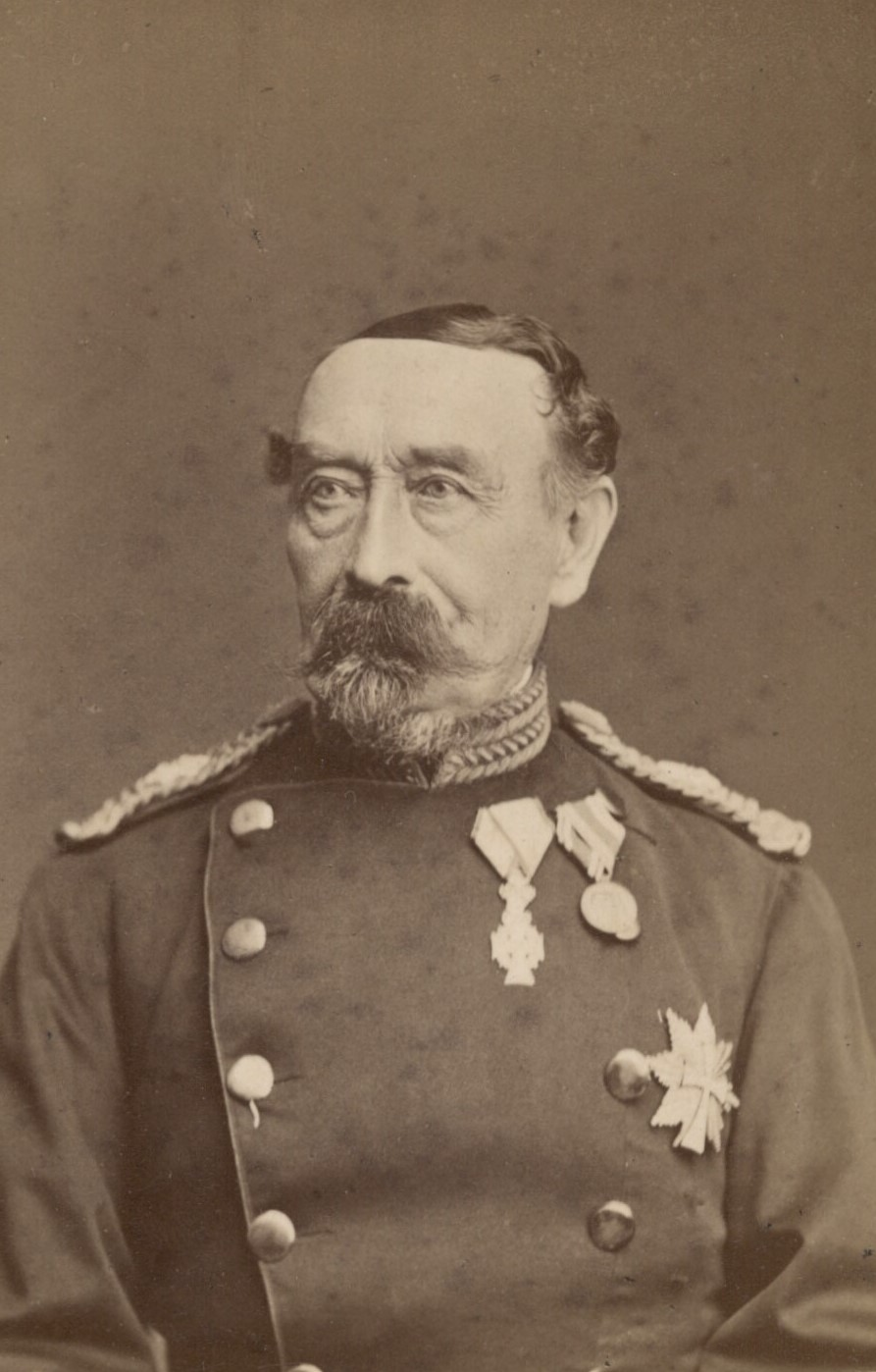
Paul Scharffenberg.

Paul Ulrich Scharffenberg, född den 10 maj 1810 i Viborg, död den 28 januari 1882 i Köpenhamn, var en dansk militär.
Scharffenberg blev 1827 löjtnant, utmärkte sig 1848 som kapten i striden vid Oversø och var 1850 bataljonschef i slaget vid Isted. I 1864 års krig förde han som överste en brigad vid Fredericias och vid Dybbølställningens försvar. Han visade stor tapperhet i det senare slaget den 18 april samma år genom att med sitt motanfall hejda preussarnas stormlöpning och därigenom trygga härens återtåg till Als. Scharffenberg hade viktig del i försvarskommissionens arbete 1866 och var 1867–1879 kommenderande general på Själland.